# Acropora speciosa
Acropora speciosa là một loài san hô trong họ Acroporidae. Loài này được Quelch mô tả khoa học năm 1886.